# Joelia Lobzjenidze
Joelia Lobzjenidze (Lviv, 23 augustus 1977) is een Georgisch voormalig boogschutster die eerst uitkwam voor Oekraïne.

## Carrière
Lobzjenidze nam in 2016 deel aan de Olympische Spelen waar ze in de eerste ronde werd uitgeschakeld door Alejandra Valencia. Ze werd in 2003 wereldkampioen indoor met de Oekraïense nationale ploeg.

## Erelijst

### Wereldkampioenschap
- 2003:  Nîmes (indoor, team)
- 2003:  New York (team)
- 2016:  Ankara (indoor, team)

### Europees kampioenschap
- 2008:  Turijn (individueel)
- 2015:  Koper (indoor, team)
- 2016:  Nottingham (team)

### World Cup
- 2006:  Antalya (team)
- 2009:  Poreč (team)
- 2015:  Wrocław (team)